# Dario Rizzoni
Dario Rizzoni (Verona, 3 maggio 1926 – Verona, 5 settembre 2006) è stato un calciatore italiano, di ruolo mezzala.

## Carriera
Ventenne ha disputato due campionati di Serie B con la maglia del Suzzara, campionato al quale ha preso parte anche nella successiva stagione 1948-1949 con la Cremonese.
Acquistato dal Torino, non ha giocato partite del campionato di Serie A.
Ceduto al Siracusa, ha disputato con i siciliani altri due tornei di Serie B.
In tale categoria ha totalizzato 104 presenze, mettendo a segno 12 reti.